# Paul Pellisson
Paul Pellisson-Fontanier (Béziers, 30 de outubro de 1624 — Paris, 7 de fevereiro de 1693) foi um escritor francês.

## Vida
Pellisson nasceu em Béziers, de uma distinta família calvinista. Ele estudou direito em Toulouse e exerceu advocacia em Castres. Indo a Paris com cartas de apresentação a Valentin Conrart, um companheiro calvinista, ele foi apresentado aos membros da Académie Française. Pellisson se comprometeu a ser seu historiador e, em 1653, publicou uma Relation contenant l'histoire de l'Académie française. Ele foi recompensado com a promessa do próximo lugar vago e permissão para estar presente nas reuniões.
Em 1657 Pellisson tornou-se secretário do ministro das finanças, Nicolas Fouquet, mas quando, em 1661, Fouquet foi preso, seu secretário foi preso na Bastilha. Pellisson teve a coragem de apoiar seu patrono caído, em cuja defesa emitiu seu célebre Mémoire em 1661, com o título Discours au roi, par un de ses fidèles sujets sur le procès de M. de Fouquet, em que os fatos favorecem de Fouquet são comandados com grande habilidade. Outro panfleto, Seconde défense de M. Fouquet, veio a seguir.
Pellisson foi libertado em 1666 e buscou o favor real. Ele tornou-se historiador oficial para o rei, e nessa qualidade escreveu uma fragmentária Histoire de Louis XIV, abrangendo os anos de 1660 a 1670. Em 1670 ele se converteu ao catolicismo.

## Obras
- Histoire de l’Académie française depuis son établissement jusqu’en 1652 (1653). Réédition : Slatkine Reprints, Paris, 1989. Vol. 1 Vol. 2
- Panégyrique du Roy Louis Quatorziènne, prononcé dans l'Académie françoise. Paris : 1671.
- Réflexions sur les différends de la religion. Paris : 1686 Gallica
- De la tolerance des religions, lettres de M. de Leibniz et reponses de M. Pellisson. Paris : Jean Anisson, 1692 online
- Correspondance avec Leibniz, ed. por Foucher de Careil, Œuvre de Leibniz, t. 1, Paris, Didot, 1859 (online).
- Le Siège de Dole en 1668 : relation écrite pour Louis XIV. Dole : Bluzet-Guinier, 1873.
- Œuvres diverses, 1624-1693, Vol. 1 Vol. 2 Genève : Slatkine Reprints, 1971.
- Lettres historiques, 1624-1693. Genève : Slatkine Reprints, 1971.

Pellisson escreveu versos que foram musicados por vários compositores de seu tempo: Bertrand de Bacilly, Michel Lambert, Sébastien Le Camus, Jean-Baptiste Lully, Louis Mollier. Eles aparecem no Recueils des plus beaux vers com música compilada por Bacilly de 1661 em diante. Eles também podem ser encontrados no Recueil de pièces galantes, em prosa e verso, de Madame la Comtesse de La Suze et de Monsieur Pélisson (Paris: Gabriel Quinet, 1664) Disponible sur Gallica.